# Monte Forcino
Il Monte Forcino (836,1 m s.l.m.)  è una montagna dei Monti Lepini nell'Antiappennino laziale, che si trova nel Lazio, nella provincia di Latina, nel territorio del comune di Sezze.